# Gibran Rakabuming Raka
Gibran Rakabuming Raka (Surakarta, 1 de octubre de 1987) es un político y hombre de negocios de Indonesia, actual vicepresidente de la República de Indonesia desde 2024, que anteriormente se desempeñó como alcalde de Surakarta, Java Central; entre 2021 y 2024. Es el hijo mayor del expresidente de Indonesia, Joko Widodo.
En las elecciones presidenciales de Indonesia de 2024, se presentó como candidato a vicepresidente del actual ministro de Defensa Prabowo Subianto.

## Temprana edad y educación
Gibran Rakabuming Raka nació en Surakarta, Java Central, el 1 de octubre de 1987, como el primer hijo de Joko Widodo (Jokowi) e Iriana. Gibran Rakabuming Raka completó sus primeros nueve años de educación en Surakarta, antes de mudarse a Singapur, donde estudió en la escuela secundaria Orchid Park. Obtuvo su licenciatura en el Management Development Institute de Singapur en 2007.

## Carrera política
En julio de 2019, Gibran Rakabuming Raka fue nombrado candidato favorito para las elecciones a la alcaldía de Surakarta de 2020, el cargo que ocupó su padre antes de convertirse en gobernador de Yakarta y más tarde en presidente de Indonesia, según una encuesta de la Universidad Slamet Riyadi con sede allí. En septiembre, Gibran Rakabuming Raka se registró como miembro del PDI-P, el mismo partido político que Jokowi, para poder presentarse a las elecciones a la alcaldía. El partido respaldó oficialmente a Gibran Rakabuming Raka como su candidato a alcalde en julio de 2020, emparejándolo con el presidente del concejo municipal, Teguh Prakosa. Todos los partidos representados en el concejo municipal respaldaron a Gibran Rakabuming Raka con excepción del Partido Justicia Próspera, creando potencialmente una elección indiscutible. Finalmente, la candidatura de Bagyo Wahyono, sastre de profesión, fue aprobada el 6 de septiembre de 2020. La candidatura de Gibran Rakabuming Raka también fue cuestionada por el activista Halim HD, que busca votos para la casilla en blanco en lugar de los candidatos bien conectados. En las elecciones mismas, Gibran Rakabuming Raka ganó con un cómodo margen después de obtener el 86,53 por ciento de los votos (225.451 votos). Gibran Rakabuming Raka y su compañero de fórmula Teguh Prakosa habían gastado casi 30 veces más en campaña para las elecciones en comparación con Bagyo.
A finales de 2022, varios grupos que apoyaban a Jokowi comenzaron a respaldar a Gibran Rakabuming Raka como candidato a vicepresidente en las elecciones presidenciales de Indonesia de 2024. En el momento de los respaldos, el criterio para convertirse en candidato a vicepresidente incluía tener 40 años o más, mientras que Gibran Rakabuming Raka tendría 37 en las elecciones. Sin embargo, el 17 de octubre de 2023, el Tribunal Constitucional de Indonesia dictó una sentencia que añadió una excepción a la edad mínima para las personas que habían sido elegidas líderes regionales. Cuatro días después, el 21 de octubre de 2023, el partido Golkar, que había formado parte de la coalición de Prabowo Subianto, declaró a Gibran Rakabuming Raka candidato a vicepresidente del partido. Prabowo anunció a Gibran Rakabuming Raka como su compañero de fórmula oficial al día siguiente.